# Герб Радомишльського району
Герб Ра́домишльського райо́ну — офіційний символ Радомишльського району Житомирської області, затверджений рішенням Радомишльської районної ради.

## Опис герба
Щит розтятий золотим стовпом на зелене і лазурове. У верхній правій частині срібна башта, мурована червоним. У нижній лівій срібний сувій з червоним пробитим хрестом. На срібному центральному овальному щитку з подвійною червоною облямівкою золотий Тризуб. Щит облямований золотими колосками, зеленим дубовим листям, кетягами червоної калини і шишками хмелю.